# Vistaskolan

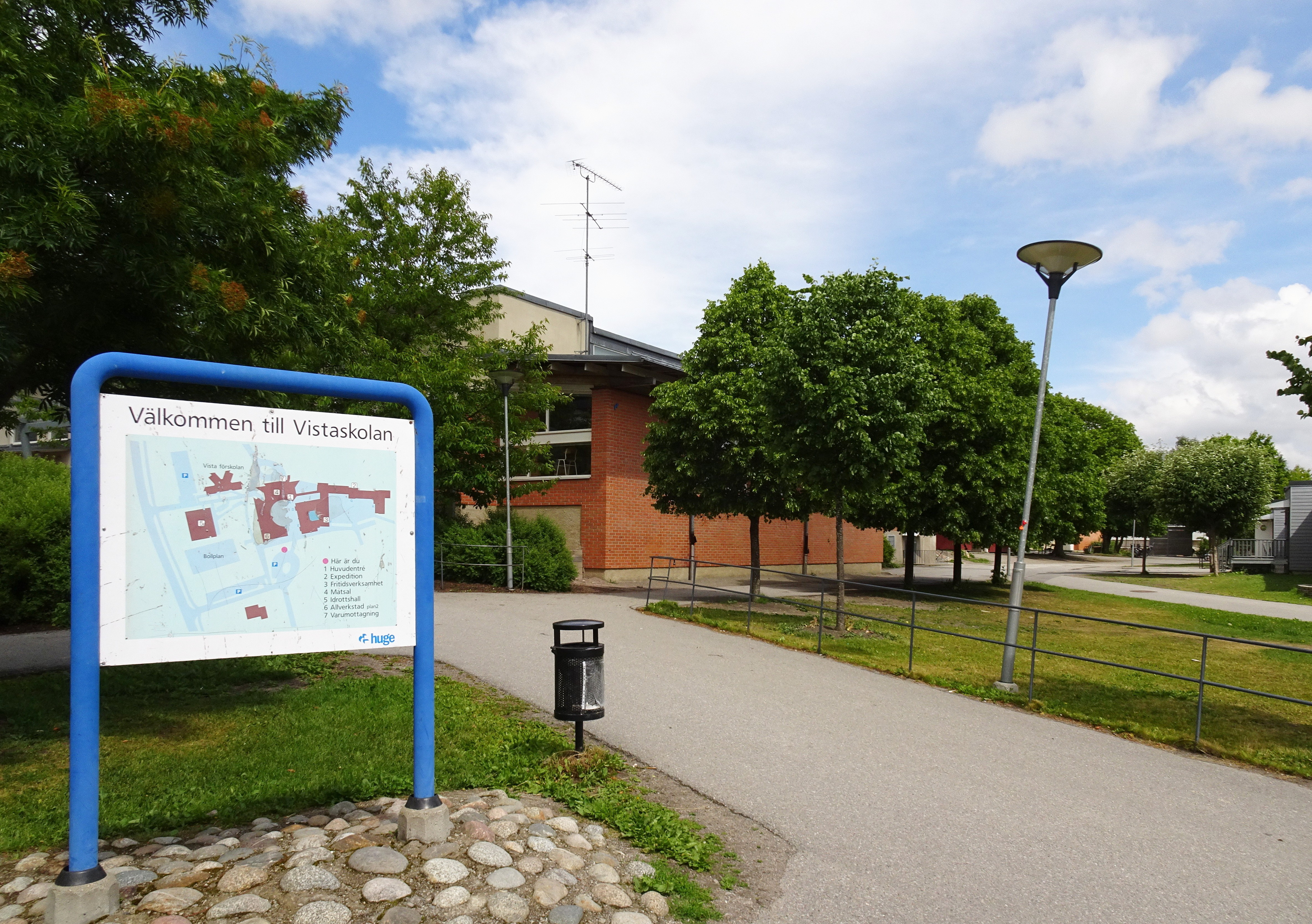
Skolans infoskylt och äldre byggnader.

Vistaskolan är en kommunal grundskola belägen vid Vista skolväg 1 i villaområdet Vistaberg i Huddinge kommun. Vistaskolans historik går tillbaka till 1886 då Wiggestabergs skolan öppnade. Dagens verksamhet omfattar allt från förskoleklasser upp till årskurs nio med cirka 800 elever.

## Historik

### Wiggestabergs skola

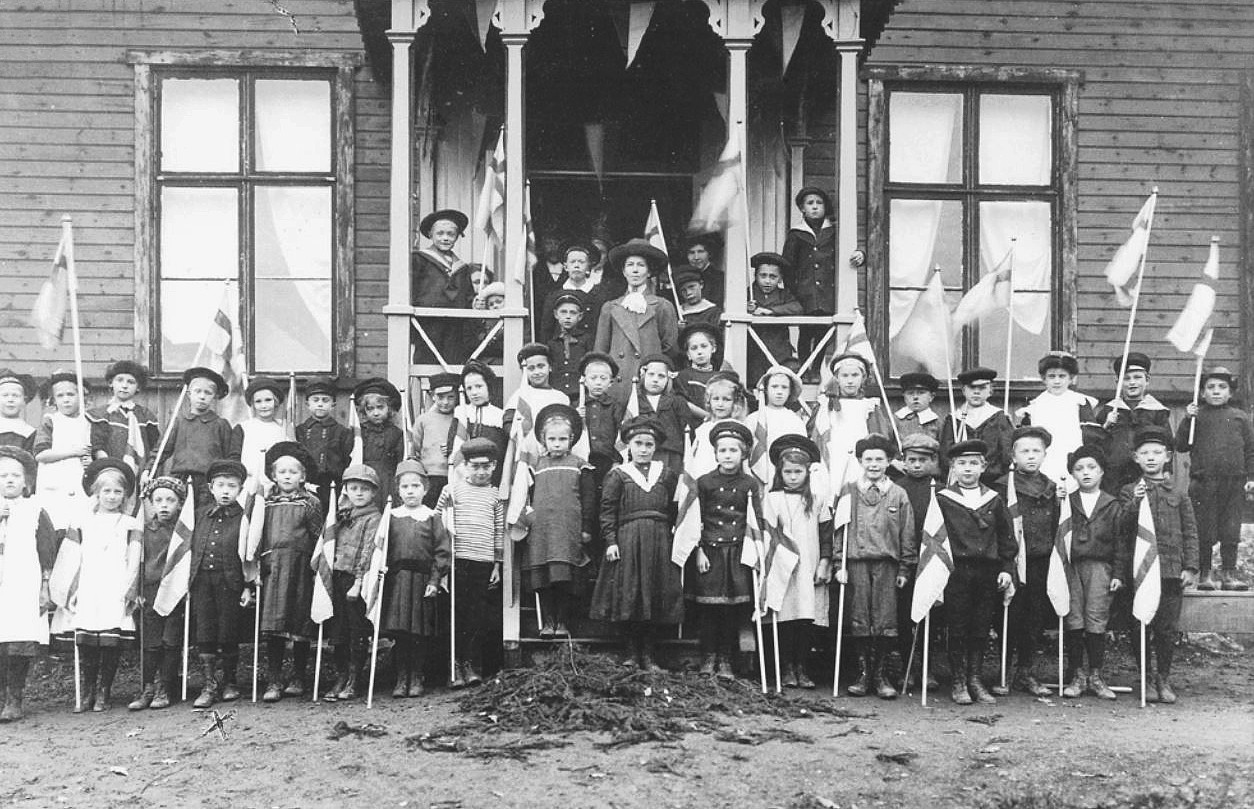
Wiggestabergsskolan, skolklass 1912, lärarinnan Maria Andersson i mitten.

I Vistaberg fanns ett första skolhus redan före sekelskiftet 1900. Det hette Wiggestabergs skola efter gården Wiggestaberg senare kallat Vistaberg. Skolan var ett mindre trähus från 1886 vid nuvarande Glömstavägen ungefär 300 meter sydost om dagens skola. Wiggestabergs skola var en småskola och besöktes av barn från Fullersta, Flemingsberg, Glömsta och Vistaberg. Skolan innehöll en lärosal på bottenvåningen och en lärarbostad om två rum och kök på övervåningen. Den första läraren, som bodde där hette Johan Erik Hallgren. 
Mellan 1902 och 1938 sköttes undervisningen av Maria Andersson. Därefter flyttades verksamheten över till Huddinge kyrkskola vid Kommunalvägen, men efter 1946 bedrevs undervisning igen i Vistaberg. År 1950 upphörde skolan att vara småskola och undervisningen (nu för låg- och mellanstadium) flyttades över till den nya Vistaskolan medan Wiggestabergs skola nyttjades av ungdomar som var intresserade av att skruva på motorer. Idag finns det gamla skolhuset inte kvar längre.

### Vistaskolan

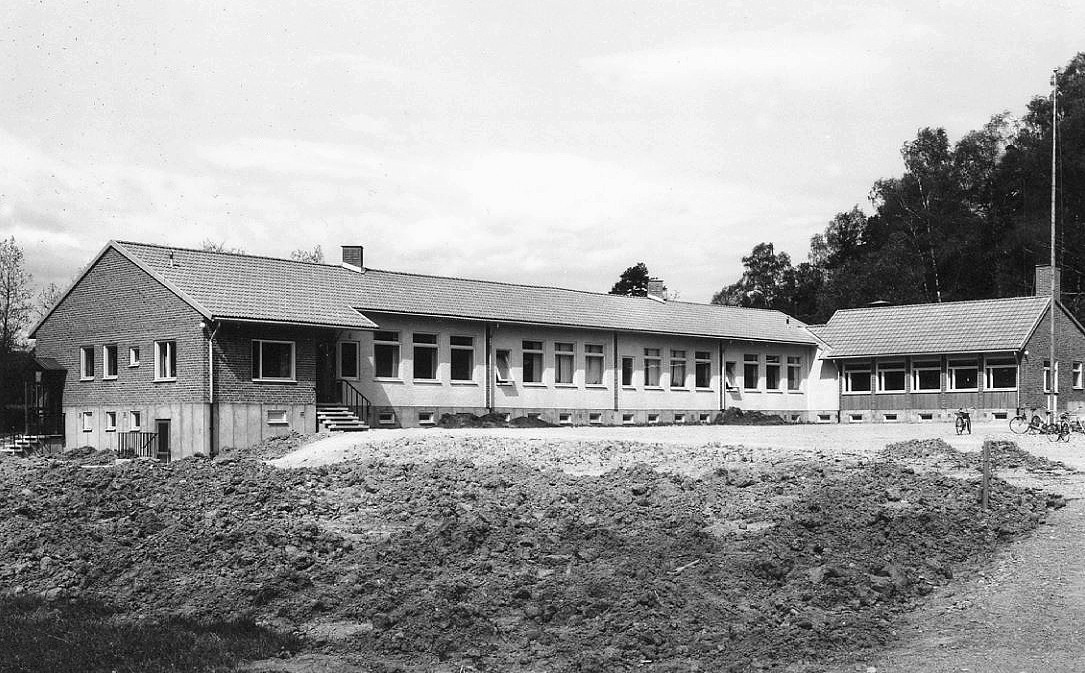
Nybyggda Vistaskolan 1950.

I slutet av 1940-talet uppfördes den första delen av dagens skola, som då bestod av en enda länga. Snart saknades klassrum och man fick undervisa i källaren där det även låg en liten gymnastiksal och rum för träslöjd. Fram till mitten av 1950-talet tillkom fler längor i rött och gult fasadtegel byggda efter ritningar av arkitekt Karl W. Ottesen, som även ritade den första etappen och var upphovsman till flera andra skolor i kommunen, bland annat Segeltorpsskolan. Då hade skolan sex klassrum.
I slutet av 1980-talet sviktade elevunderlaget och det fanns planer på att lägga ner Vistaskolan. Elevunderlaget låg då i de sex klasserna på cirka 100 barn. Men på grund av en omfattande bostadsproduktion i Vistaberg steg elevantalet igen. Under 1990-talet byggdes skolan ut med tio nya klassrum för låg- och mellanstadium, träslöjds- och bildsal. Det senaste tillskottet var byggnader för skolans högstadium som fullbordades år 2004 och ritades av ANOVA arkitekter som 2001 vann en inbjuden arkitekttävling om skolan. I projektet ingick även en ny förskola och en ny gymnastikhall samt ombyggnad av befintliga byggnader. Byggherre var Huge Fastigheter och entreprenör Peab.
Idag (2016) består komplexet av ursprungsbyggnaden som innehåller bland annat expedition och fritidsverksamhet. Intill ligger byggnader för låg-, mellan- och högstadium samt matsal som nås via en halvrund innergård. Väster därom finns friliggande gymnastiksal med bollplan och i norr ligger byggnaden för förskolan. I Vistaskolan undervisas drygt 800 barn från förskoleklasser upp till årskurs nio. Här inräknas även elever från närbelägna Rosenhillskolan som är i behov av särskilt stöd.

## Bilder

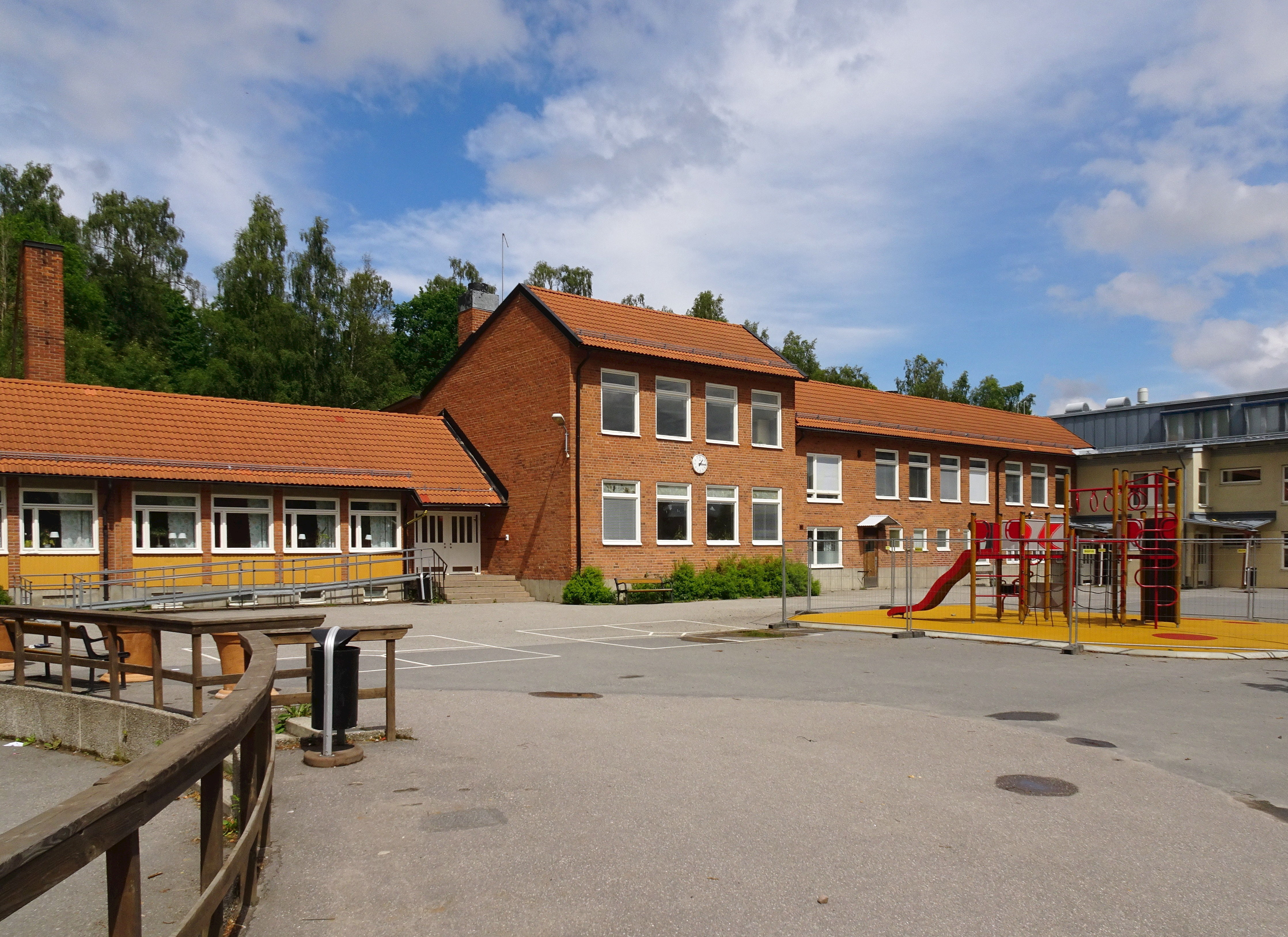
Ursprungsbyggnader från 1950-talet
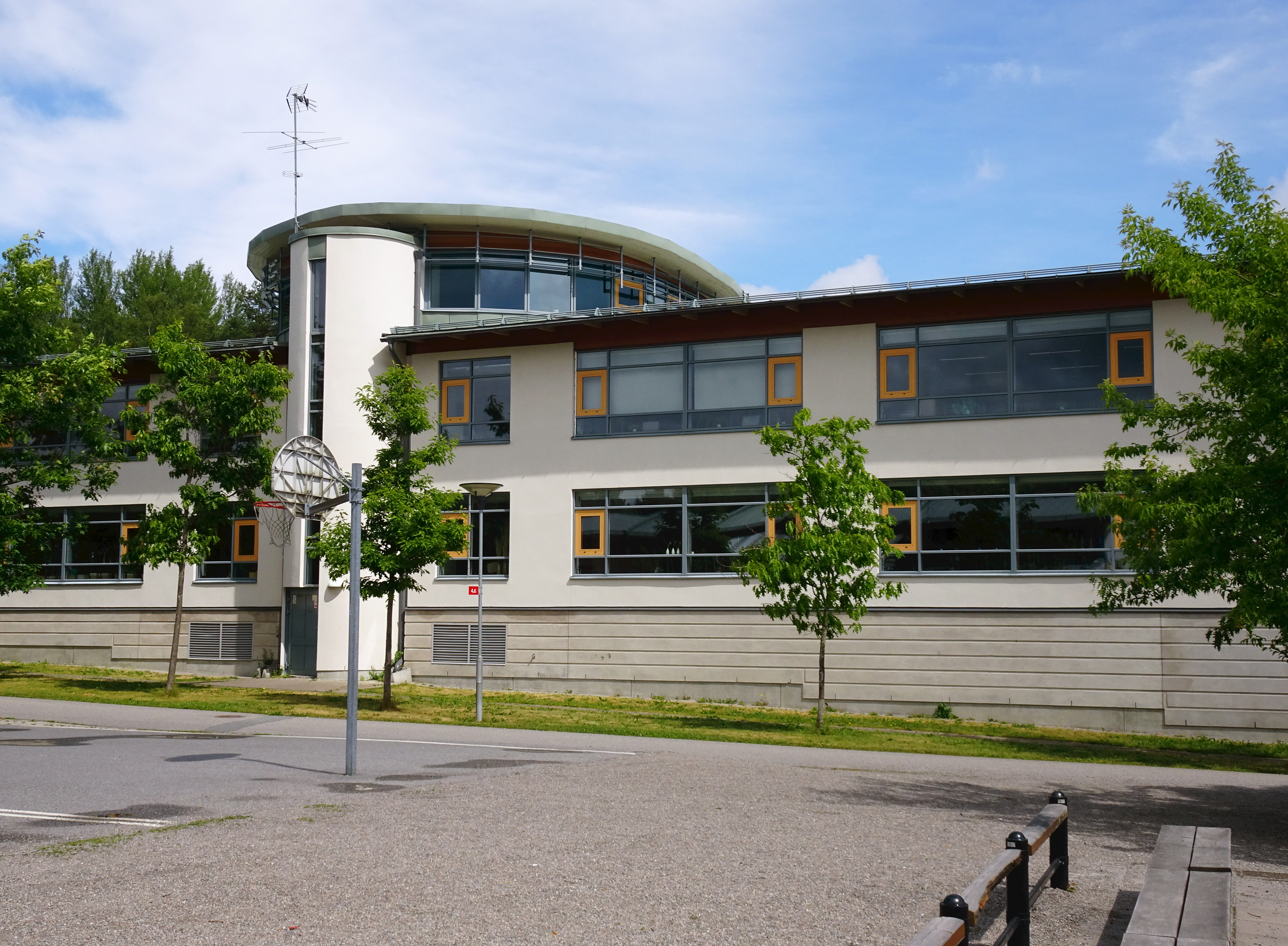
Högstadiet
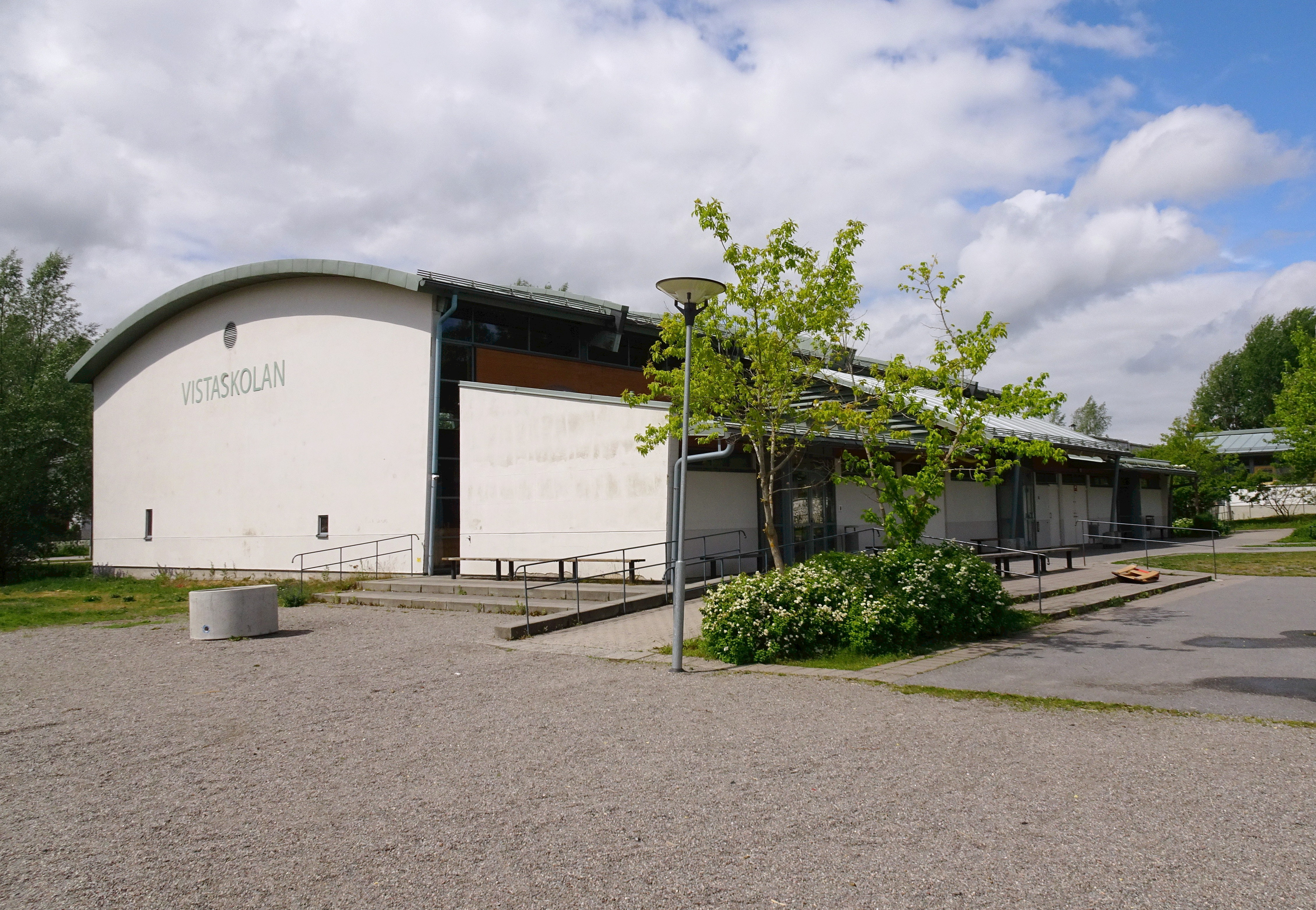
Gymnastikhallen
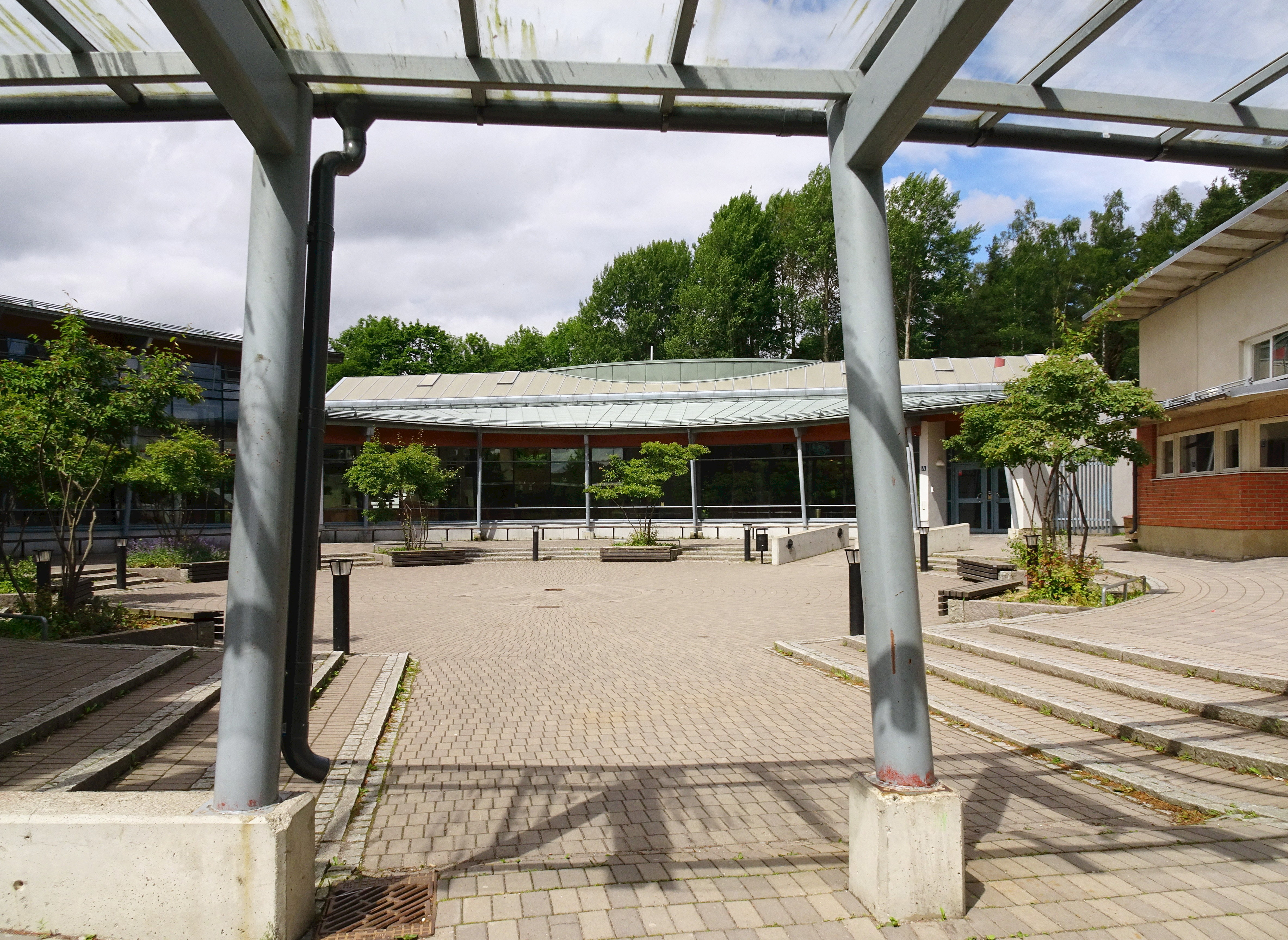
Innergården
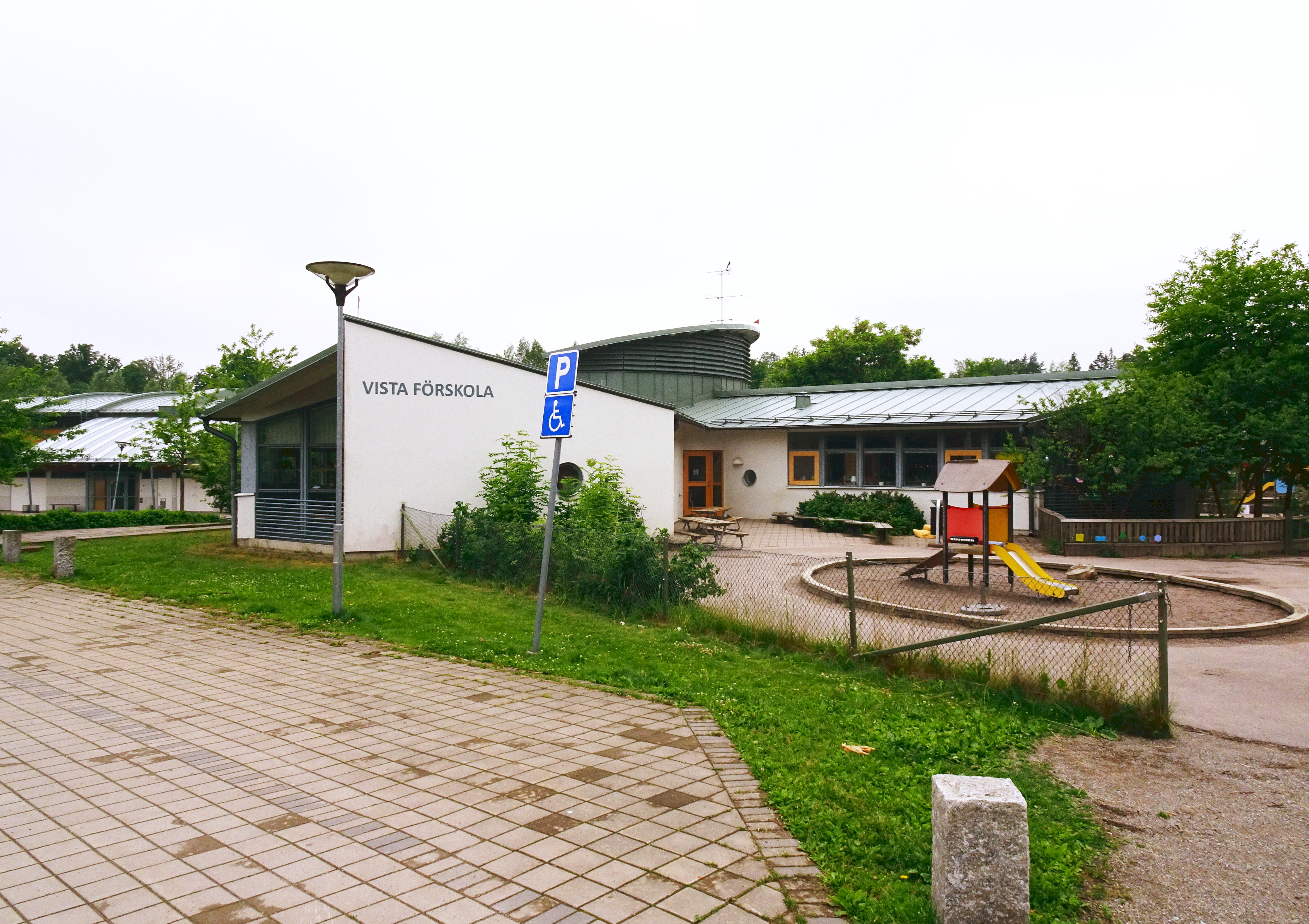
Vista förskola